# Ernst Wolfgang Freissler
Ernst Wolfgang Freissler (* 7. Juli 1884 in Troppau, Österr.-Schlesien; † 25. Februar 1937 in Stadt-Olbersdorf, Tschechoslowakei) war ein österreichisch-schlesischer Autor, Lektor und Übersetzer.

## Leben
Freissler war der Sohn des Direktors der Schlesischen Landes-Nervenheilanstalt. Er war zunächst Bankbeamter, bevor er später Redakteur wurde. Seine Werke hat er teils unter dem Pseudonym E. W. Günter veröffentlicht.
Freissler lebte um 1930 bis 1934 als Lektor für ausländische Literatur im Berliner S. Fischer Verlag in Zeuthen, bevor er ab 1934 als Übersetzer in Berlin tätig wurde, unter anderem für Werke von Joseph Conrad (Der Geheimagent) und George Bernard Shaw. Freissler war auch Mitarbeiter des Simplicissimus und des Königsberger Rundfunks.

## Werke (Auswahl)
- Schwefelblüte, Novellen, 1913
- Der Hof zu den Nußbäumen, Novellen, 1916
- Junge Triebe, Roman, 1922
- Die Fahrt in den Abend, Erzählungen, 1926
- Der Glockenkrieg, 1927
- Flucht aus dem Schlaraffenland, Roman, 1935
- Das Gewitterjahr, 1936